# Sauris proboscidaria
Sauris proboscidaria là một loài bướm đêm trong họ Geometridae.